# Serra Grossa (kulle)
Serra Grossa är en kulle i Spanien.   Den ligger i provinsen Provincia de Alicante och regionen Valencia, i den sydöstra delen av landet, 400 km sydost om huvudstaden Madrid. Toppen på Serra Grossa är 161 meter över havet.
Terrängen runt Serra Grossa är platt. Havet är nära Serra Grossa åt sydost.  Närmaste större samhälle är Alicante, 2,9 km sydväst om Serra Grossa. Runt Serra Grossa är det i huvudsak tätbebyggt.